# Karel Heyne
Karel Heyne (Amsterdam, 30 augustus 1877 - Bennekom, 11 november 1947) was een Nederlands botanicus die tussen 1906 en 1927 leiding gaf aan het Museum voor Economische Botanie in Buitenzorg (Bogor), Java, in het voormalige Nederlands-Indië. Hij is vooral bekend geworden door de publicatie van het handboek De nuttige planten van Nederlandsch-Indië (1913-1917), het eerste standaardwerk over dit onderwerp in Indonesië.

## Biografie

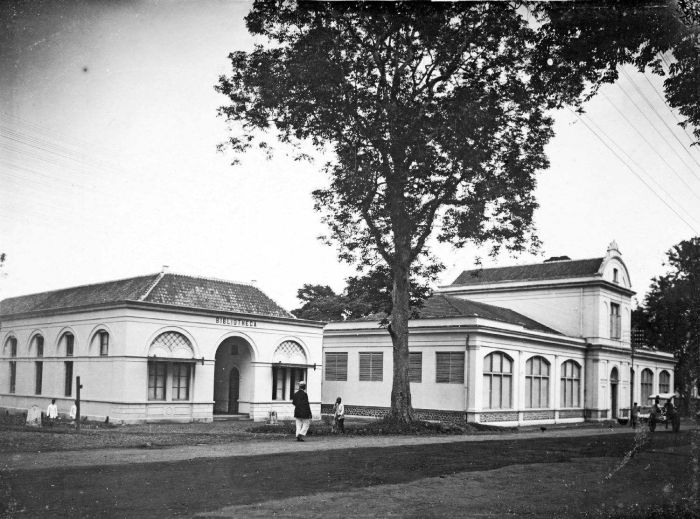
De bibliotheek en het Museum voor Economische Botanie in Buitenzorg, circa 1920-1930.

Heyne werd op 30 augustus 1877 geboren in Amsterdam. Tegen het einde van de 19e eeuw vestigde hij zich op Java in het voormalige Nederlands-Indië. In 1900, op 23-jarige leeftijd, ging hij voor de Koninklijke Paketvaart Maatschappij (KPM) werken. Heine trouwde in 1903 met Wilhelmina Louise Visser (1871-1913) en samen kregen ze twee zonen (1905, 1906). Na het overlijden van zijn echtgenote in 1913, hertrouwde Heyne in 1920 met Ida van Oorschot (1875-1957). In januari 1906 werd Heyne aangesteld als hoofdconservator van het Museum voor Economische Botanie in Buitenzorg door Melchior Treub, de toenmalige directeur van 's Lands Plantentuin te Buitenzorg. In 1926 trad Heyne terug als conservator en in april 1927 repatrieerde hij naar Nederland, waar hij en zijn vrouw in Bennekom gingen wonen. Op 11 november 1947 overleed Heyne op 70-jarige leeftijd.

## Selectie van publicaties
- Heyne, K. 1907-1926. Jaarboek Departement van Landbouw, Handel en Nijverheid.
- Heyne, K. (1907). Nota over het klapper-vraagstuk. Teysmannia 18: 52-64, 120-130 (G. Kolff & Co.).
- Heyne, K. (1909). Kedele op de Europeesche markt. Teysmannia 20: 687-691 (G. Kolff & Co.: Batavia).
- Heyne, K. (1911). Garoehout. Teysmannia 22: 411-417 (G. Kolff & Co.: Batavia).
- Heyne, Karel (1913-1917). De nuttige planten van Nederlandsch-Indië, tevens synthetische catalogus der verzamelingen van het Museum voor Technische- en Handelsbotanie te Buitenzorg (4 delen). Ruygrok & Co., Batavia.
- Heyne, K. (1919/1920). Een massieve bamboe. Algemeen Landbouwkundig Weekblad Nederlandsch-Indië: 551-552.
- Heyne, K. (1919/1920). Copal. Algemeen Landbouwkundig Weekblad Nederlandsch-Indië: 1137-1138.

## Eponiemen
De volgende soorten zijn naar Karel Heyne vernoemd:
- Curcuma heyneana Valeton & Zijp[5]
- Etlingera heyneana (Valeton)[6]

- Author citation (botany): K.Heyne
- Gemeinsame Normdatei: 1059732173
- International Standard Name Identifier: 0000 0000 6382 4526
- Library of Congress Control Number: n87122123
- Nederlandse Thesaurus van Auteursnamen: 072490942
- Système universitaire de documentation: 225512874
- Virtual International Authority File: 77825561
- WorldCat: E39PBJyMhCYgBxrwpxfWMfRtKd